# Young (cràter)
Young és un cràter d'impacte que es troba a la part sud-est de la Lluna, a l'est del cràter Metius i a sud-est de Rheita. El llarg Vallis Rheita segueix una línia tangencial a la vora sud-oest de Rheita, i produeix una àmplia depressió a través de terra sud-oest i la vora exterior de Young.

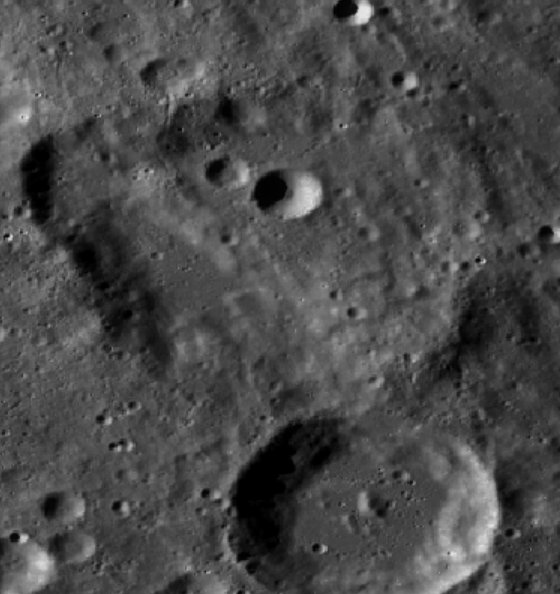
Fotografia de la missió LRO
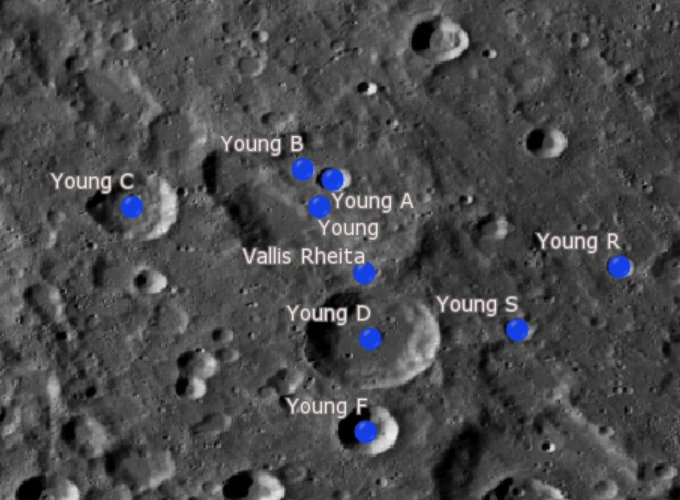
Cràters satèl·lits
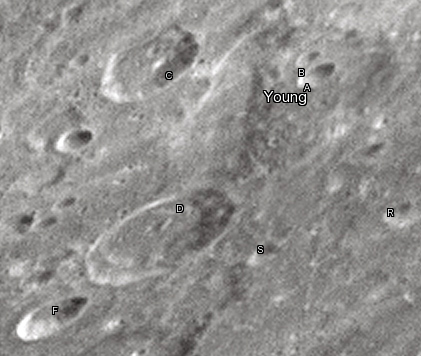
Vista oblíqua de Young

La part que sobreviu del cràter és una formació gastada i erosionada. La vora i la paret interior encara es poden seguir a través de la superfície, però no té vora i interrompuda per impactes més petits. El sòl interior conté un parell de petits cràters en forma de bol designats com Young A i Young B.
A sud de Young, la vall està coberta per Young D, un impacte una mica menys erosionat que Young. La vall continua intermitentment cap al sud-est, abastant una distància total d'aproximadament 500 km. Aquesta és la vall més llarga de la cara visible de la Lluna.

## Cràters satèl·lits
Per convenció aquests elements són identificats en els mapes lunars posant la lletra en el costat del punt central del cràter que està més proper a Young.
| Young | Coordenades                          | Diàmetre |
| ----- | ------------------------------------ | -------- |
| A     | 41° 06′ S, 51° 12′ E / 41.1°S,51.2°E | 13 km    |
| B     | 40° 54′ S, 50° 36′ E / 40.9°S,50.6°E | 7 km     |
| C     | 41° 30′ S, 48° 12′ E / 41.5°S,48.2°E | 30 km    |
| D     | 43° 30′ S, 51° 48′ E / 43.5°S,51.8°E | 46 km    |
| F     | 44° 48′ S, 51° 48′ E / 44.8°S,51.8°E | 23 km    |
| R     | 42° 24′ S, 55° 24′ E / 42.4°S,55.4°E | 9 km     |
| S     | 43° 18′ S, 53° 54′ E / 43.3°S,53.9°E | 11 km    |